# Simone Manuel
Simone Manuel (ur. 2 sierpnia 1996 w Sugar Land) – amerykańska pływaczka, specjalizująca się w stylu dowolnym, dwukrotna mistrzyni olimpijska (2016), wielokrotna mistrzyni świata.

## Kariera pływacka
W 2011 roku została mistrzynią świata juniorek w sztafecie 4 × 100 m stylem dowolnym.
Dwa lata później została mistrzynią świata w Barcelonie w tej samej sztafecie.
Na mistrzostwach świata w Kazaniu zdobyła dwa medale: złoto w sztafecie mieszanej 4 × 100 m stylem dowolnym oraz brąz w sztafecie kobiecej 4 × 100 m stylem dowolnym. Na dystansie 100 m kraulem była szósta, a w konkurencji 50 m stylem dowolnym zajęła ósme miejsce.
Rok później, podczas igrzysk olimpijskich w Rio de Janeiro na dystansie 100 m stylem dowolnym zdobyła złoty medal ex aequo z Kanadyjką Penny Oleksiak. Na najkrótszym olimpijskim dystansie, 50 m kraulem zajęła drugie miejsce z czasem 24,09. Wywalczyła także medale podczas sztafet, złoto w konkurencji 4 × 100 m stylem zmiennym i srebro w sztafecie 4 × 100 m kraulem.
W 2017 roku na mistrzostwach świata w Budapeszcie zdobyła sześć medali. Manuel była najlepsza na  
100 m stylem dowolnym, gdzie ustanowiła nowy rekord Ameryki (52,27). Na dystansie dwukrotnie krótszym wywalczyła brąz, czasem 23,97 poprawiając również rekord Ameryki. Płynęła także w sztafetach kobiecych 4 × 100 m stylem dowolnym i zmiennym oraz w sztafetach mieszanych 4 × 100 m kraulem i stylem zmiennym, w każdej z nich zdobywając złoty medal. W trzech ostatnich sztafetach Manuel pomogła także pobić rekord świata.

### Rekordy życiowe (basen 50 m)
Stan na 28 lipca 2024
| Konkurencja           | Czas  | Data          | Miejsce   | Uwagi |
| --------------------- | ----- | ------------- | --------- | ----- |
| 50 m stylem dowolnym  | 23,97 | 30 lipca 2017 | Budapeszt |       |
| 100 m stylem dowolnym | 52,04 | 26 lipca 2019 | Gwangju   | AM    |